# Orani (Bataan)
Pour les articles homonymes, voir Orani.
Orani (en philippin : tagalog : Bayan ng Orani) est une municipalité de la province de Bataan. Elle compte 66 909 habitants lors du recensement de 2015, 70 342 habitants lors de celui de 2020.

## Géographie
Orani est située sur l'île de Luçon, la plus grande île de l'archipel des Philippines. Elle se trouve à 14 kilomètres de la capitale de la province Balanga et à 110 kilomètres au nord-ouest de la capitale des Philippines, Manille. Elle est située au bord de la baie de Manille. 
|             | Hermosa |  |
| Dinalupihan | Orani   |  |
|             | Samal   |  |

D'une superficie totale de 64,90 kilomètres carrés, elle est composée de 29 barangays : 
1. Bagong Paraiso
2. Balut
3. Bayan
4. Calero
5. Paking-Carbonero
6. Centro II
7. Dona
8. Kaparangan
9. Masantol
10. Mulawin
11. Pag-asa
12. Palihan
13. Pantalan Bago
14. Pantalan Luma
15. Parang Parang
16. Centro I
17. Sibul
18. Silahis
19. Tala
20. Talimundoc
21. Tapulao
22. Tenejero
23. Tugatog
24. Wawa
25. Apollo
26. Kabalutan
27. Maria Fe
28. Puksuan
29. Tagumpay

## Histoire
En 1714, un centre missionnaire dominicain avec une église est construit à Orani ; la localité se développe. Elle subit d'importants dégâts lors du tremblement de terre du 16 septembre 1852, qui détruit l'église et l'hôtel de ville. La reconstruction commence en 1891. Un incendie le 16 mars 1938 détruit la majeure partie de la ville, y compris les écoles, l'église et l'hôtel de ville ; les efforts de reconstruction sont interrompus par le déclenchement de la Seconde Guerre mondiale, qui cause d'autres dévastations. Après la guerre, la ville est reconstruite.

## Démographie
| Année | Habitants | Évolution |
| ----- | --------- | --------- |
| 1903  | 5 787     | -         |
| 1918  | 6 381     | 0,65 %    |
| 1939  | 9 658     | 1,99 %    |
| 1948  | 12 718    | 3,11 %    |
| 1960  | 17 618    | 2,75 %    |
| 1970  | 25 740    | 3,86 %    |
| 1975  | 29 460    | 2,75 %    |
| 1980  | 33 083    | 2,34 %    |
| 1990  | 43 494    | 2,77 %    |
| 1995  | 48 695    | 2,14 %    |
| 2000  | 52 501    | 1,63 %    |
| 2007  | 59 530    | 1,75 %    |
| 2010  | 61 099    | 0,95 %    |
| 2015  | 66 909    | 1,75 %    |
| 2020  | 70 342    | 0,99 %    |

## Lieux et monuments
L'église paroissiale catholique d'Orani, ou sanctuaire de la Virgen Milagrosa Del Rosario del Pueblo de Orani, fondée en 1714, a été reconstruite après l'incendie de 1938 en style néo-classique ; c'est une église de pèlerinage marial, reconnue par une bulle papale de 1959,.
Une partie du Pac national de Bataan (en) (1 295 hectares) est situé sur le territoire d'Orani.